# 克里斯托弗溪 (亞利桑那州)
克里斯托弗溪（英語：Christopher Creek）是位於美國亞利桑那州希拉縣的一個人口普查指定地區。根據2010年美國人口普查，該地人口為156人，而該地的面積約為7.86平方千米。

## 地理
克里斯托弗溪的座標為34°21′18″N 111°01′18″W / 34.35500°N 111.02167°W，而該地最高點為海拔高度1817米（即5961英尺）。